# Katelyn Hendriks
Katelyn Noëlle Hendriks (Numansdorp, 24 maart 2003) is een Nederlands voetbalspeelster. Zij komt voor Excelsior uit in de Vrouwen Eredivisie.

## Clubcarrière
Hendriks begon met voetballen bij NSVV uit haar geboorteplaats. Al op jonge leeftijd maakte ze de overstap naar de jeugdopleiding van ADO Den Haag. In mei 2020 tekende ze haar eerste profcontract voor de Hagenezen. Op 13 mei 2020 maakte Hendriks haar debuut in de Vrouwen Eredivisie door in de 66ste minuut in te vallen voor Pleun Raaijmakers in een thuiswedstrijd tegen Ajax.
In 2021 maakte Hendriks de overstap naar competitiegenoot Excelsior. Hier groeide Hendriks uit tot basisspeelster. In 2024 wist Excelsior door twee doelpunten van Hendriks met haar ploeg de halve finale van de KNVB Beker te behalen. Excelsior lichtte de optie in het contract van Hendriks, waardoor ze tot medio 2025 onder contract stond bij de Kralingers. In juni 2025 verlengde ze nogmaals haar contract met een jaar.

## Statistieken
| Seizoen | Club         | Land      | Competitie         | Wedstrijden | Doelpunten |
| ------- | ------------ | --------- | ------------------ | ----------- | ---------- |
| 2020/21 | ADO Den Haag | Nederland | Vrouwen Eredivisie | 2           | 0          |
| 2021/22 | ADO Den Haag | Nederland | Vrouwen Eredivisie | 0           | 0          |
| 2021/22 | Excelsior    | Nederland | Vrouwen Eredivisie | 17          | 0          |
| 2022/23 | Excelsior    | Nederland | Vrouwen Eredivisie | 16          | 1          |
| 2023/24 | Excelsior    | Nederland | Vrouwen Eredivisie | 21          | 0          |
| 2024/25 | Excelsior    | Nederland | Vrouwen Eredivisie | 18          | 0          |
| Totaal  | Totaal       | Totaal    | Totaal             | 74          | 1          |

Laatste update: 17 juni 2025

## Interlandcarrière
Hendriks kwam van 2018 tot 2019 uit voor Nederland -16. In 2019 werd ze eveneens opgeroepen voor Nederland -17.
1 Van der Klooster ·
2 De With ·
3 Westerink ·
4 Helderman ·
5 Van Goch ·
6 Goretkiová ·
7 Breewel ·
8 Van Spijk ·
9 Ellouzi ·
10 Hendriks ·
11 Martina ·
12 De Raaff ·
16 Lammers ·
17 Vrij ·
18 Van Houwelingen ·
19 De Jong ·
20 Frankena ·
22 Homan ·
23 De Ridder ·
24 Pereira ·
25 Mollink ·
29 Lont ·
43 Hardiek ·
Coach: Kreugel
· Assistent-coach: Brummel